# Idaho
Idaho [ájdaho] je zvezna država Združenih držav Amerike, del Pacifiškega severozahoda na severozahodu države. Na severu ima kratko mejo s kanadsko provinco Britanska Kolumbija, na vzhodu meji na Montano in Wyoming, na jugu na Nevado in Utah ter na zahodu na Washington in Oregon. Je 14. največja ameriška zvezna država po površini, poselitev pa je redka, po podatkih leta 2020 ima približno dva milijona prebivalcev. Glavno in največje mesto je Boise.
Ime naj bi bilo izmišljeno v času, ko je Kongres razmišljal o ustanovitvi novega teritorija v Skalnem gorovju. Trditve, da izvira iz fraze domorodnih Šošonov, namreč ni bilo mogoče potrditi. Oblikovan je bila leta 1863 iz dela ozemlja, ki ga je leta 1846 Združenim državam prepustil Britanski imperij po določilih Oregonske pogodbe, s katero je bil razrešen ozemeljski spor. V vmesnem času je bilo ozemlje del Oregona in Washingtona. Leta 1890 je bil sprejet v zvezo.